# Metáfora conceptual
Na linguística cognitiva, metáfora conceptual, ou metáfora cognitiva, refere-se à compreensão de uma ideia, ou domínio conceptual, em termos de outro. Por exemplo, entender quantidade em termos de direcionalidade (e.g. "os preços estão subindo"). Um domínio conceptual pode ser qualquer organização coerente da experiência humana. A regularidade com que diferentes línguas empregam as mesmas metáforas, que geralmente aparentam ser baseadas na percepção, levou à hipótese de que o mapeamento de domínios conceptuais corresponde à mapeamentos neuronais no cérebro.
Esta ideia, e um exame detalhado dos processos subjacentes, foi explorada extensivamente pela primeira vez por George Lakoff e Mark Johnson em sua obra Metaphors We Live By (publicada em língua portuguesa como Metáforas da vida cotidiana).  Outros cientistas cognitivos estudam assuntos similares à metáfora conceptual sob os rótulos de "analogia" e "mesclagem conceptual".
Expressões linguísticas metafóricas são vistas na linguagem em nossas vidas cotidianas e são licenciadas pelas metáforas conceptuais. Metáforas conceptuais delineiam não apenas nossa comunicação, mas também a maneira como pensamos e agimos. Na obra de Lakoff e Johnson, Metaphors We Live By (1980), observamos como a linguagem do dia-a-dia está repleta de metáforas, as quais nem sempre nos damos conta. Um exemplo de metáfora conceptual comumente usada é: argumentação é uma guerra. Esta metáfora molda nossa linguagem, na medida em que vemos o ato de argumentar como uma guerra ou uma batalha a ser vencida. Não é incomum ouvirmos alguém dizer "Ele ganhou a discussão" ou " Eu ataquei todos os pontos fracos do ponto de vista dele". A própria maneira como o argumentar é concebido, é configurada com base nessa metáfora conceptual.
Metáforas conceptuais são usadas muito frequentemente para entender teorias e modelos. Uma metáfora conceptual utiliza uma ideia e a conecta com uma segunda ideia, visando facilitar a compreensão de algo. Por exemplo, a metáfora conceptual de ver a comunicação como um condutor é uma ampla teoria explicada através de uma metáfora. Portanto, não apenas a nossa comunicação rotineira é baseada pela linguagem de metáforas conceptuais, mas também o é a própria maneira como compreendemos teorias acadêmicas.